# Renato Brancante Machado
Renato Brancante Machado (Rio de Janeiro, 14 de fevereiro de 1890 – Rio de Janeiro, 15 de maio de 1958) foi um médico brasileiro.
Doutorado em medicina pela Faculdade de Medicina do Rio de Janeiro em 1912, defendendo a tese “Sobre Otorrinolaringologia”. Foi eleito membro da Academia Nacional de Medicina em 1927, sucedendo Antônio Neves da Rocha na Cadeira 73, que tem Hilário de Gouveia como patrono.